# Zampirone

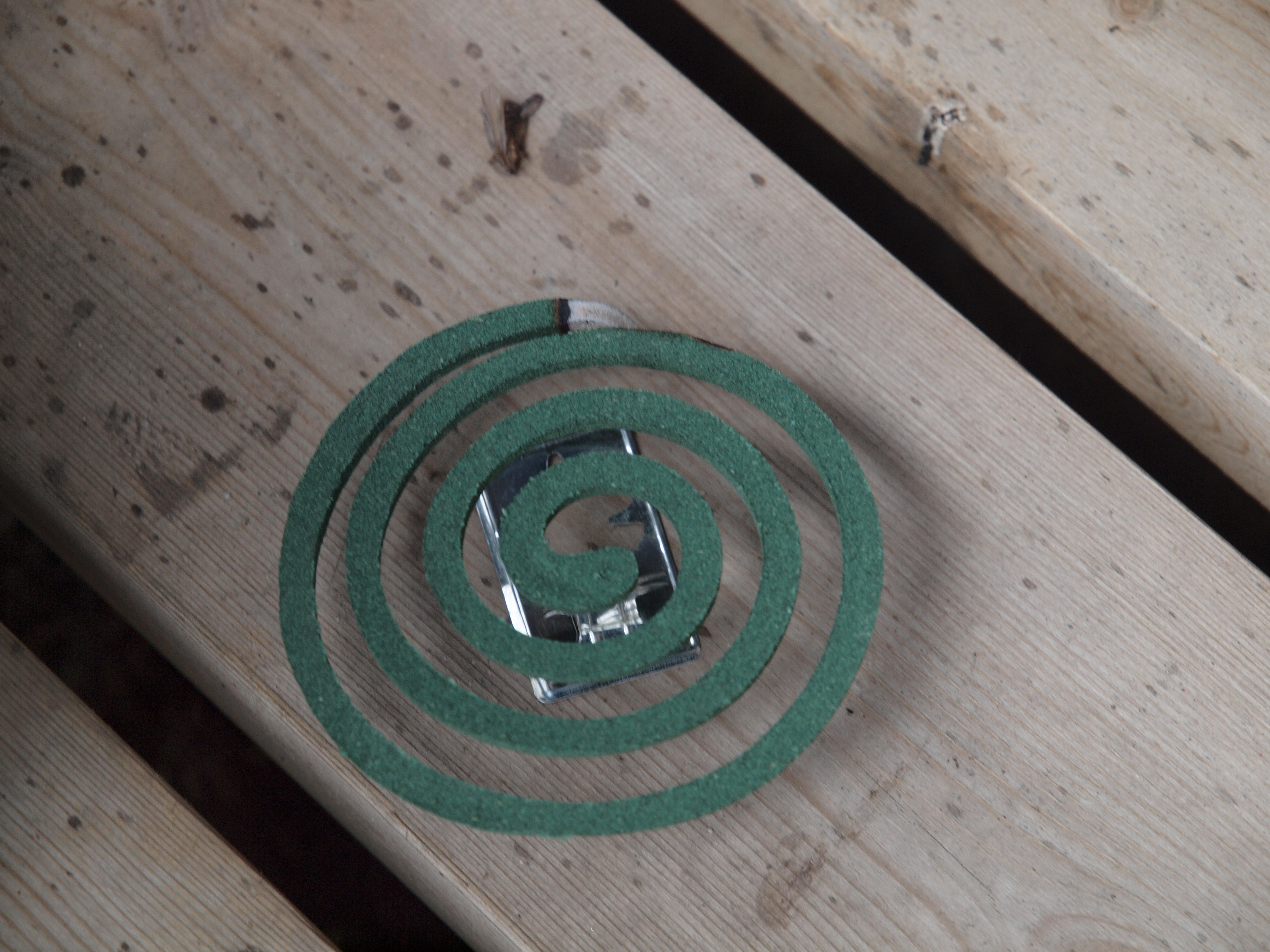
Zampirone

Lo zampirone è un incenso realizzato con polveri compresse di piretro con una forma a spirale che, bruciando molto lentamente, sprigiona un fumo repellente per le zanzare o altri insetti.
Viene ampiamente utilizzato, soprattutto in Asia, Africa, Sud America ed Australia.
La denominazione italiana colloquiale di "Vulcano" deriva da un nome commerciale, ancora oggi utilizzato dal fabbricante Spira.

## Storia
Il piretro è un insetticida ricavato naturalmente dall'essiccazione delle piante del genere Tanacetum ed è utilizzato da secoli come repellente in Persia e in Europa.
All'inizio del XIX secolo l'austriaco Johann Zacherl scoprì che la popolazione del Caucaso utilizzava i fiori secchi di Chrysanthenum per allontanare gli insetti. Dopo aver fondato nel 1842 una società di import-export a Tbilisi, ritornò a Vienna nel 1854 dove aprì poco dopo una fabbrica per produrre una "tintura mortale per insetti" chiamata Zacherlin, venduta in tutto il mondo.
Nel 1862 Giovanni Battista Zampironi fondò a Mestre un laboratorio farmaceutico per la produzione del "piroconofobo" ("cono fumigante che fa paura [alle zanzare]"), in seguito ridenominato fidibus insettifugo (il fidibus era lo stoppino di carta usato nel XIX secolo per avviare pipe e sigari). I coni trapezoidiali di Zampironi (lunghi 35 mm e con un peso di 2,5 grammi) erano realizzati con una formula composta al 50% da polvere di piretro, 35% di nitrato di potassio per la combustione e 15% di leganti e addensanti (tra cui radice di altea e gomma adragante). La diffusione del prodotto e il suo successo commerciale portò anche all'utilizzo del deonomastico "zampirone".
Il passaggio all'attuale forma a spirale è collocabile alla fine del XIX secolo, quando in Giappone la polvere di piretro (importata per la prima volta nel 1886 dagli Stati Uniti) veniva mescolata alla segatura e bruciata per respingere le zanzare. L'imprenditore giapponese Eiichiro Ueyama produceva bastoncini di incenso mescolati con polveri di amido, bucce secche di mandarino e piretro, che bruciavano in circa 40 minuti. Nel 1895, la moglie Yuki (ispirata dalla visione di un serpente attorcigliato) gli propose di fabbricare bastoncini più spessi e che durassero più a lungo, ovvero di piegarli a spirale.Tale forma, infatti, permette di concentrare più materiale per unità di volume, mantenendo la combustione più a lungo rispetto al classico bastoncino. Nel 1902, dopo una serie di prove ed errori, venne perfezionato un prodotto simile ad incenso da bruciare con la forma a spirale, che veniva realizzato tagliando una serie di strisce di incenso da poi avvolgere manualmente. Tale metodo fu utilizzato fino al 1957, fino a quando non venne inventata una macchina fustellatrice che rese possibile una produzione di massa tramite lo stampaggio diretto del materiale. Dopo la seconda guerra mondiale, la sua società Dainihon Jochugiku Co. Ltd, stabilì collaborazioni e cessione del brevetto in vari paesi, tra cui Cina e Thailandia, per la produzione di specifici prodotti repellenti per zanzare in base alle esigenze locali.
Attualmente il termine zampirone è meno usato in ambito commerciale: si preferisce un più neutrale spirale insetticida, spirale antizanzare o simili locuzioni, probabilmente per motivi di marketing. Rimane vivo l'uso nel lessico familiare e dialettale.

## Utilizzo

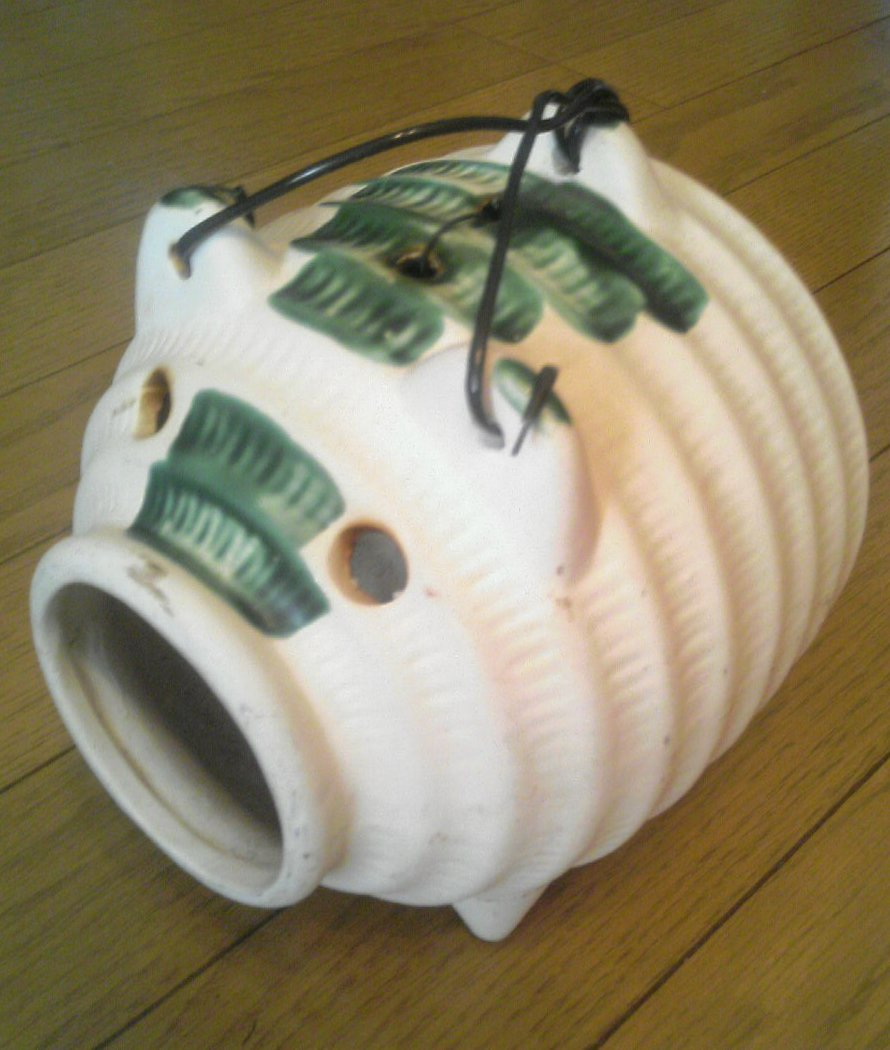
Il katoributa giapponese

La spirale, sospesa in aria o incastrata su un piedistallo ignifugo, viene bruciata lentamente dall'esterno verso l'interno, sprigionando un fumo repellente continuo. La spirale, generalmente verde, marrone o di altri colori a seconda dei componenti e  delle essenze profumate contenute, misura circa 15 cm di diametro (per una lunghezza complessiva dell'incenso pari a circa 75 cm) e brucia per circa 6-7 ore (in particolari condizioni può arrivare fino a 12 ore). La cenere derivante dalla combustione cade a terra.
In Giappone è diffuso l'uso del Katoributa (in giapponese: 蚊取り豚), un contenitore di porcellana a forma di maialino, all'interno del quale viene inserito il katorisenkou (蚊取り線香, nome giapponese dello zampirone). Il dispositivo, che permette una combustione uniforme e la raccolta della cenere, è considerato un vero e proprio simbolo dell'estate in Giappone.

## Sicurezza
Gli zampironi sono considerati insetticidi sicuri per la salute di esseri umani e mammiferi, anche se alcuni studi evidenziano problemi relativi al fumo passivo, quando il loro utilizzo avviene in ambienti chiusi o non aerati. Infatti, è stato riscontrato che alcune marche di zampironi vendute in Cina e Malaysia, ad esempio, producono più particelle di PM 2,5 (equivalenti a un numero di sigarette compreso tra 75 a 137, a seconda della marca) e livelli di emissione di formaldeide equivalenti a 51 sigarette accese contemporaneamente. Altri studi hanno però riscontrato che l'uso corretto dello zampirone non costituisce un rischio significativo (ovvero costituisce un rischio improbabile) per la salute umana; alcuni soggetti particolarmente predisposti potrebbero avvertire una temporanea irritazione sensoriale dovuta al fumo, identica a quella causata dall'elevata concentrazione di fumo della combustione di materiali organici, ma senza altri effetti negativi su altre parti del corpo.
Le spirali insettifughe possono causare rischi da incendio accidentale, se non adeguatamente visionate. Nel 1999 uno zampirone lasciato incustodito provocò un incendio in un dormitorio di tre piani della Corea del Sud, causando la morte di 23 persone.